# Clinodiplosis corylicola
Clinodiplosis corylicola är en tvåvingeart som beskrevs av Shinji 1944. Clinodiplosis corylicola ingår i släktet Clinodiplosis och familjen gallmyggor. Inga underarter finns listade i Catalogue of Life.